# YoYo Games
YoYo Games Ltd. is een softwarebedrijf gevestigd in Dundee, Schotland. YoYo Games werd opgericht in 2007 en is vooral bekend van het programma GameMaker Studio waarmee computerspellen ontworpen kunnen worden.
Op 16 februari 2015 kondigde het bedrijf aan dat het gekocht was door Playtech voor circa $16,4 miljoen (€15,5 miljoen). Playtech bleef het moederbedrijf gedurende bijna 6 jaar, totdat YoYo games op 20 januari 2021 aankondigde dat het bedrijf verkocht was aan Opera voor circa €8.24 miljoen.